# Gonia breviforceps
Gonia breviforceps là một loài ruồi trong họ Tachinidae.